# Gran Iloílo-Guimarás
El Área Metropolitana de Iloílo-Guimarás o Gran Iloílo-Guimarás es el primer centro urbano de la región de Bisayas Occidentales de Filipinas. Su foco es la ciudad de Iloílo. El Gran Iloílo-Guimarás consiste en la porción sureste de la provincia de Iloílo y la entera provincia insular de Guimarás. Según el censo del 2007, tiene 789,090 habitantes.

## Localidades
El Gran Iloílo-Guimarás está compuesto por 11 localidades:
- Buenavista
- Iloílo
- Jordán
- Leganés
- Nueva Valencia
- Oton
- Pavía
- San Lorenzo
- San Miguel
- Santa Bárbara
- Sibunag

## Enlaces externos

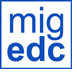
Logotipo del Consejo para el Desarrollo Económico del Gran Iloílo-Guimarás